# أماندا إدقرين
أماندا إدقرين (بالسويدية: Amanda Edgren)‏ (24 أغسطس 1993 بالسويد - ) هي لاعبة كرة قدم سويدية في مركز الوسط. لعبت مع Kristianstads DFF ‏ ونادي هكن للسيدات.

## وصلات خارجية
- أماندا إدقرين على موقع اتحاد السويد (السويدية)
- أماندا إدقرين على موقع قاعدة بيانات كرة القدم.إي يو (الإنجليزية)
- أماندا إدقرين على موقع Soccerway.com (الإنجليزية)